# Protectorat d'Aden
Ne doit pas être confondu avec colonie d'Aden.
1886–1963
Entités précédentes :
- Mascate et Oman

Entités suivantes :
- Fédération des émirats arabes du Sud (à partir de 1959)
- Protectorat d'Arabie du Sud (1963)

Le protectorat d'Aden (en anglais : Aden Protectorate ; en arabe : محمية عدن / maḤmiyahʿAdan), environ 285 000 km2, est un protectorat britannique en Arabie méridionale (partie sud du Yémen actuel) dans la première moitié du XXe siècle.

## Histoire
Initialement, seuls des arrangements informels sont conclus avec neuf tribus avoisinant le port d'Aden, colonie britannique et port important dépendant sur le plan colonial de l'empire des Indes britanniques. Ce type d'arrangement existe depuis 1874 avec l'accord tacite de l'Empire ottoman, qui maintient sa suzeraineté sur le Yémen au Nord. Les entités tribales commencent à être appelées « les 9 tribus » ou « les 9 cantons », soit : 
- Abdali (Lahej)
- Alawi
- Amiri (Dhala)
- Aqrabi
- Aulaqi
- Fadhli
- Haushabi
- Subeihi
- Yafa

Le tracé de la frontière nord avec l'Empire ottoman, qui comprend la plus grande partie du Yémen, est opéré entre 1902 et 1904 par deux commissions, l'une britannique, basée à Aden, l'autre ottomane, basée au fort d'al-Turba. Cette opération donne lieu à une série d'accrochages avec les tribus locales, faisant 10 tués, 25 blessés et 35 morts par d'autres causes du côté britannique ; les pertes ottomanes ne sont pas connues. 
En commençant par un traité formel de protection avec le sultanat Mahri de Qishn et Socotra en 1886, le Royaume-Uni s'attelle à une lente formalisation des arrangements de protection, incluant plus de 30 principaux traités de protection, le dernier signé seulement en 1954. Ces traités, de même qu'un certain nombre d'accords mineurs, fondent le protectorat d'Aden, qui s'étend très à l'est d'Aden, dans le Hadramaout, à l'exception d'Aden même, qui constitue la colonie d'Aden, puis l'établissement d'Aden, et enfin l'État d'Aden. En échange de la protection britannique, les dirigeants des composantes territoriales s'engagent à ne pas conclure d'accords avec une quelconque autre puissance étrangère, ni à lui céder une portion de territoire.
Ne sont pas nommément inclus dans le protectorat les îles suivantes : Périm, Kamaran (en mer Rouge), l'archipel des Khuriya Muriya (Oman).
La pression nationaliste poussa les dirigeants menacés des États du protectorat à relancer les efforts de formation d'une fédération et, le 11 février 1959, six d'entre eux signèrent un accord formant la fédération des émirats arabes du Sud :
- Émirat de Beihan
- Émirat de Dhala
- Sultanat d'Audhali (en)
- Sultanat du Bas Yafa
- Sultanat de Fadhli
- Sheikhat du Haut Awlaki (en)(avec le territoire tribal de Nissiyin)

En octobre 1969, février 1960 et octobre 1962 cinq autres monarchies quittent le protectorat et rejoignent la fédération :
- Sultanat de Lahij
- Sultanat du Bas Awlaki (en)
- État de Dathina (en)
- Sheikhat d'Aqrabi (en)
- Sultanat Wahidi (dénomination avant 1962 : sultanat Wahidi de Bal Haf et Azzan) et son vassal le sultanat Wahidi de Haban

Le 18 janvier 1963, la colonie d'Aden rejoint la fédération qui devient la fédération d'Arabie du Sud. Dans le même temps, les États (principalement situés dans la partie orientale) constituent désormais le protectorat d'Arabie du Sud.
L'ensemble de ces territoires sont fusionnés en 1967 pour former la république populaire du Yémen (ou Yémen du Sud). Elle sera ensuite intégrée en 1990 dans la république arabe du Yémen (ou Yémen du Nord).

## Administration
En 1937, le contrôle du protectorat d'Aden est transféré de Bombay au Foreign Office à Londres. Pour des motifs administratifs, le protectorat est informellement divisé en protectorat oriental et protectorat occidental, chacun avec son propre conseiller politique et une certaine séparation sur le plan administratif.
| États du protectorat occidental d'Aden                   | États du protectorat oriental d'Aden                               |
| -------------------------------------------------------- | ------------------------------------------------------------------ |
| Scheikhat d'Alawi (en)                                   | Sultanat de Bahrut                                                 |
| Sheikrat d'Aqrabi (en)                                   | Sheikhat d'Al-Awra (aurait cessé d'exister vers 1950)              |
| Sultanat d'Audhali (en)                                  | Sheikhat d'Al-Irqa (aurait cessé d'exister vers 1950)              |
| Sultanat du Bas-Yafa                                     | Sultanat Mahri de Qishn et Socotra                                 |
| Sheikhat du Haut-Aulaqi (en)                             | Sultanat de Qasm                                                   |
| Sultanat du Haut-Aulaqi (en)                             | État kathiri de Sai'un                                             |
| Émirat de Beihan                                         | Shabwa (incorporé dans les années 1950 à l'État kathiri de Sai'un) |
| Émirat de Dhala                                          | Tarim (incorporé dans les années 1950 à l'État kathiri de Sai'un)  |
| Sheikhat de Dathina (en)                                 | État Quaiti de Shihr et Mukalla                                    |
| Sheikhat d'Al-Dhubi (en) (du Haut-Yafa)                  | Sultanat Wahidi de Bal'haf et Azzan                                |
| Sultanat de Fadhli                                       | Sultanat Wahidi de Bir Ali Amaqin                                  |
| Sheikhat d'Hadrami (en) (du Haut-Yafa)                   | Sultanat Wahidi de Habban                                          |
| Sultanat de Haushabi (en)                                |                                                                    |
| Sultanat de Lahij                                        |                                                                    |
| Sheikhat de Maflahi (en) (du Haut-Yafa)                  |                                                                    |
| État de Mawsata (en) (du Haut-Yafa, dirigé par un naqib) |                                                                    |
| Sheikhat de Shaib                                        |                                                                    |
| Sultanat du Bas-Yafa                                     |                                                                    |
| Sultanat du Haut-Yafa                                    |                                                                    |
| Scheikhat de Qutaibi (en) (dépendance de Dhala)          |                                                                    |
| Sheikhat d'Al-Busi (en) (du Haut-Yafa)                   |                                                                    |

Les noms et le nombre de ces entités, ainsi que leurs frontières, fluctuent au fil du temps, certaines n'ayant quasiment aucune véritable administration. Plusieurs sont toutefois connues des philatélistes et des numismates. La liste ci-avant a été établie d'après celles de l'article de la Wikipedia anglophone et du site Web World Statesmen.org, qui diffèrent surtout pour la liste du protectorat oriental.
En 1938, les Britanniques signent un traité de conseil avec le sultan Quaiti, et d'autres du même type avec certaines des entités dans les années 1940–1950, par lesquels un résident britannique est placé dans chacune d'elles.